# José Luis Marcos Merino
José Luis Marcos Merino (Tariego de Cerrato, Palencia, 23 de enero de 1948) es un trabajador naval, sindicalista y político español del PSE-EE/PSOE.

## Biografía
Cursó estudios de soldadura en Formación Profesional. Casado y con tres hijos.
Fue absuelto de un presunto delito de fraude en unas oposiciones a Osakidetza.
En el año 2001 fue expulsado del partido en Sestao por discrepar del entonces alcalde, Segundo Calleja, del mismo partido. Fue expulsado junto a catorce miembros más del partido, pero al final fueron readmitidos.
Fundador y durante años coordinador de actividades de la asociación "Hacia Delante" de Sestao, que realiza prácticas y actividades por el bien cultural y patrimonial del pueblo, está prejubilado de los Astilleros Españoles, como soldador.
Enlace sindical de UGT en La Naval, fue el encargado de negociar con el Gobierno de España los asuntos relacionados con la reconversión de la empresa.
Fue alcalde de Sestao desde el 14 de junio del 2007, cuando fue elegido alcalde por minoría tras su victoria en las elecciones del 27 de mayo de ese mismo año, hasta 2011, cuando perdió la alcaldía en detrimento del nacionalista Josu Bergara. Es entrevistado en el documental producido por ETB, Los astilleros euskalduna:una guerra contra el Estado.
Alcalde n.º 54 de la historia sestaoarra y el sexto desde el inicio de la democracia. Durante su mandato como regidor de Sestao, renunció al sueldo de ese cargo.

## Trayectoria política
- Viceconsejero de Sanidad del Gobierno Vasco (1989-1994)
- Vicesecretario de Organización del PSE-EE (1991-1994). Cargo del que fue destituido en septiembre de 1994 porque fue involucrado en el fraude de unas oposiciones a Osakidetza-Servicio Vasco de Salud, aunque finalmente fue absuelto por falta de pruebas.
- Diputado por Vizcaya en el Congreso de los Diputados, Grupo Parlamentario Socialista (1993-1996).
- Secretario General de la Agrupación Socialista de Sestao (2000-2001). Cargo del que fue expulsado por discrepancias con el alcalde de Sestao, del mismo partido.
- Alcalde del Concejo de Sestao (2007-2011).
- Concejal del Ayuntamiento de Sestao (2007-2015).